# Etilendiammina
L'etilendiammina è un composto organico con formula {\displaystyle {\ce {C2H8N2}}}. A temperatura ambiente si presenta come un liquido incolore (può presentarsi di colore giallo se sono presenti impurezze), e ha l'odore tipico dell'ammoniaca. È una base debole, completamente solubile in solventi polari come acqua o etanolo. In soluzione acquosa ha la capacità di complessare alcuni ioni metallici come il rame, il nichel e il cobalto, formando addotti colorati. È molto reattiva, e forma prontamente composti con acidi carbossilici, acidi grassi, alcoli, glicoli, solfuro di carbonio, mentre forma sali solubili in acqua se viene a contatto con acidi inorganici.

## Sintesi
È prodotta dalla reazione diretta dell'ammoniaca con l'1,2-dicloroetano, secondo la seguente reazione di sostituzione nucleofila:
{\displaystyle {\ce {ClCH2CH2Cl \ + \ 4NH3 -> H2NCH2CH2NH2 + 2NH4Cl}}}
L'etilendiammina viene anche prodotta industrialmente trattando 1,2-dicloroetano con ammoniaca sotto pressione a 180 °C in mezzo acquoso:
In questa reazione si genera acido cloridrico, che forma un sale con l'ammina. L'ammina viene liberata mediante l'aggiunta di idrossido di sodio e può quindi essere recuperata mediante distillazione. La dietilentriammina (DETA) e la trietilentetrammina (TETA) si formano come sottoprodotti.
Un'altra via che porta all'etilendiammina comporta la reazione di etanolammina e ammoniaca:
Questo processo comporta il passaggio dei reagenti gassosi su un letto di un catalizzatore eterogeneo di nichel.
Può essere prodotto in laboratorio dalla reazione di glicole etilenico e urea.
L'etilendiammina può essere purificata mediante trattamento con idrossido di sodio per rimuovere l'acqua prodotta in seguito dalla distillazione..

## Applicazioni
L'etilendiammina viene utilizzata in grandi quantità per la produzione di molti prodotti chimici industriali. Forma derivati con acidi carbossilici (compresi gli acidi grassi), nitrili, alcoli (a temperature elevate), agenti alchilanti, solfuro di carbonio, aldeidi e chetoni. A causa della sua natura bifunzionale, avendo due ammine, forma facilmente eterocicli come le imidazolidine.
- Come solvente, è miscibile con solventi polari e viene utilizzato per solubilizzare proteine come albumina e caseina. Viene anche utilizzato in alcuni bagni galvanici.
- Come inibitore di corrosione in vernici e antigelo.
- Nella sintesi delle politeilenimine, una classe di polimeri lineari o ramificati dalle spiccate proprietà cationiche e con impieghi nell'industria e nella biologia molecolare
- Nella sintesi di alcuni esplosivi: il suo 1,2-dinitroderivato è un esplosivo dirompente di elevato potenziale.
- L'etilendiammina diidroioduro (EDDI) viene aggiunta ai mangimi come fonte di ioduro.
- Prodotti chimici per lo sviluppo della fotografia a colori, leganti, adesivi, ammorbidenti per tessuti, agenti indurenti per resine epossidiche e coloranti.
- Come composto per sintetizzare il nitrometano in esplosivo. Questa miscela è stata utilizzata durante la seconda guerra mondiale, dando alla miscela di nitrometano ed etilendiammina il soprannome di PLX (Picatinny Liquid explosive).

### Precursore di agenti chelanti, farmaci e prodotti agrochimici
Un derivato più importante dell'etilendiammina è l'agente chelante EDTA, che è derivato dall'etilendiammina attraverso una sintesi di Strecker che coinvolge cianuro e formaldeide. L'idrossietiletilendiammina è un altro agente chelante commercialmente significativo. Numerosi composti e farmaci bioattivi contengono la sequenza {\displaystyle {\ce {N-CH2-CH2-N}}}, inclusi alcuni antistaminici. I sali di etilenebisditiocarbammato sono fungicidi; alcuni di essi contenenti imidazolina sono derivati dall'etilendiammina.

### Farmaceutica
L'etilendiammina è un ingrediente del comune farmaco broncodilatatore aminofillina, dove serve a solubilizzare il principio attivo della teofillina. L'etilendiammina è stata utilizzata anche in preparazioni dermatologiche, ma è stata rimossa da alcuni enti a causa della dermatite da contatto.[11] Quando utilizzato come eccipiente farmaceutico, dopo somministrazione orale la sua biodisponibilità è di circa 0,34, a causa di un sostanziale effetto di primo passaggio. Meno del 20% viene eliminato per escrezione renale.
Gli antistaminici derivati dall'etilendiammina sono la più vecchia delle cinque classi di antistaminici di prima generazione, a cominciare dal piperoxan aka benodain, scoperto nel 1933 presso l'Istituto Pasteur in Francia, e comprendente anche mepiramina, tripelennamina e antazolina. Le altre classi sono derivati di etanolammina, alchilammina, piperazina e altri (principalmente composti triciclici e tetraciclici correlati a fenotiazine, antidepressivi triciclici, nonché la famiglia delle ciproeptadina-fenindammine).

### Ruolo nei polimeri
L'etilendiammina, poiché contiene due gruppi amminici, è un precursore ampiamente utilizzato di vari polimeri. I condensati derivati dalla formaldeide sono plastificanti. È ampiamente utilizzato nella produzione di fibre di poliuretano. La classe dei dendrimeri, quella della poliamidoammine (PAMAM), deriva dall'etilendiammina.

## Chimica di coordinazione
L'etilendiammina è un noto ligando chelante bidentato per composti di coordinazione, con i due atomi di azoto che donano le loro coppie solitarie di elettroni quando l'etilendiammina funge da ligando. In chimica inorganica è spesso abbreviato con la scritta "en", come per esempio accade per lo ione tris(etilendiammino)cobalto(III): {\displaystyle {\ce {[Co(en)3]^{3+}}}}

## Sicurezza
L'esposizione alla etilendiamina può causare irritazioni alla pelle; è contenuta in alcuni prodotti commerciali, come creme per la pelle e pertanto alcune persone possono contrarre reazioni allergiche a questo composto chimico. A meno che non sia strettamente contenuta, l'etilendiammina liquida rilascia vapori tossici e irritanti nell'ambiente circostante, specialmente per riscaldamento. I vapori reagiscono con l'umidità dell'aria per formare una caratteristica nebbia bianca, estremamente irritante per la pelle, gli occhi, i polmoni e le mucose.